# Баранов, Эдуард Филаретович
Эдуард Филаретович Баранов (18 апреля 1939 — 26 января 2022) — советский и российский экономист-математик, лауреат Государственной премии СССР (1968).

## Биография
Родился 18 апреля 1939 года.
Окончил Московский государственный экономический институт (1961). В 1961—1963 гг. аспирант Института экономики Академии наук СССР.
С 1963 по 1985 г. работал в ЦЭМИ, куда пришёл сразу после его основания. Там защитил кандидатскую (1965) и докторскую (1973) диссертации. Заведующий лабораторией, в 1976—1984 гг. заместитель директора по научной работе. В 1979 г. присвоено звание профессора.
С 1991 г. заместитель, с 1996 по 2007 год — первый заместитель директора Центра экономической конъюнктуры при Правительстве Российской Федерации. Освобождён от должности в связи с выходом на пенсию.
С января по май 2008 г. советник ФГУ «Аналитический центр при Правительстве Российской Федерации». В 2008—2009 гг. заведующий сектором Института экономики РАН.
С июля 2009 г. — начальник отдела анализа отраслей реального сектора и внешней торговли ГУ-ВШЭ.
Область научных интересов — межотраслевые модели народного хозяйства страны и регионов.
Умер 26 января 2022 года.

## Награды
- Лауреат Государственной премии СССР (1968, в составе коллектива) — за цикл исследований по разработке методов анализа и планирования межотраслевых связей и отраслевой структуры народного хозяйства, построению плановых и отчётных межотраслевых балансов.
- Лауреат премии имени Н. Д. Кондратьева 2016 года — за цикл работ по теории и методологии статистического отражения и математического моделирования экономических процессов.
- Награждён Почётной грамотой Правительства Российской Федерации (19.04.1999).